# Рокхемптон
Рокхемптон (енгл. Rockhampton) је град Аустралији у савезној држави Квинсленд. Према попису из 2006. у граду је живело 60.827 становника.

## Становништво
Према попису, у граду је 2006. живело 60.827 становника.
| 1991.  | 1996.  | 2001.  | 2006.  |
| ------ | ------ | ------ | ------ |
| 55,768 | 57,770 | 59,475 | 60,827 |